# Liberation (chanson)
Singles de Pet Shop Boys
I Wouldn't Normally Do This Kind of Thing
(1993) Absolutely Fabulous
(1994)
Liberation est une chanson du duo britannique Pet Shop Boys extraite de leur cinquième album studio, Very, paru le 27 septembre 1993.
Le 4 avril 1994, un peu plus de six mois après la sortie de l'album, la chanson a été publiée en single. C'était le quatrième single tiré de cet album.
Le single a atteint la 14e place au Royaume-Uni.